# UD Alzira
Az UD Alzira, teljes nevén Unión Deportiva Alzira egy spanyol labdarúgócsapat. A klubot 1946-ban alapították, jelenleg a harmadosztályban szerepel. Székhelye Alzira városa.

## Jelenlegi keret
| #  |          | Poszt | Név           |
| -- | -------- | ----- | ------------- |
| 13 | ESP      | K     | Pociello      |
| 1  | ESP      | K     | Sito          |
| 20 | Paraguay | V     | Amarilla      |
| 21 | ESP      | V     | Ballester     |
| 3  | ESP      | V     | Cristian      |
|    | POR      | V     | Beto          |
| 22 | ESP      | V     | Pablo Vidal   |
| -  | ESP      | V     | Peque         |
| 18 | ESP      | V     | Rafael Gimeno |
| 23 | ESP      | KP    | Pepe Castell  |
| 14 | ESP      | KP    | Chicha        |
| 7  | ESP      | KP    | David Fas     |

| #  |     | Poszt | Név         |
| -- | --- | ----- | ----------- |
|    | POR | KP    | Lourenço    |
| 6  | ESP | KP    | Javi Moreno |
| 16 | ESP | KP    | Lluís       |
| 8  | ESP | KP    | Pucho       |
| -  | ESP | KP    | Pulga       |
| 10 | ESP | KP    | Rafa Rivera |
| 5  | RUS | CS    | Alex        |
| 11 | ESP | CS    | Juanpe      |
| 9  | ESP | CS    | Lechuga     |
| 19 | ESP | CS    | Tino        |

## Statisztika
| Szezon  | Osztály    | Poz. | Copa del Rey |
| ------- | ---------- | ---- | ------------ |
| 1951/52 | Regionális | 1.   |              |
| 1952/53 | 3ª         | 10.  |              |
| 1953/54 | 3ª         | 9.   |              |
| 1954/55 | 3ª         | 6.   |              |
| 1955/56 | 3ª         | 7.   |              |
| 1956/57 | 3ª         | 6.   |              |
| 1957/58 | 3ª         | 9.   |              |
| 1958/59 | 3ª         | 11.  |              |
| 1959/60 | 3ª         | 5.   |              |
| 1960/61 | 3ª         | 7.   |              |
| 1961/62 | 3ª         | 13.  |              |
| 1962/63 | 3ª         | 11.  |              |
| 1963/64 | 3ª         | 2.   |              |
| 1964/65 | 3ª         | 15.  |              |
| 1965/66 | 3ª         | 18.  |              |

| Szezon  | Osztály    | Poz. | Copa del Rey |
| ------- | ---------- | ---- | ------------ |
| 1966/67 | Regionális | 2.   |              |
| 1967/68 | 3ª         | 13.  |              |
| 1968/69 | Regionális | 1.   |              |
| 1969/70 | 3ª         | 10.  |              |
| 1970/71 | Regionális | 3.   |              |
| 1971/72 | Regionális | 2.   |              |
| 1972/73 | Regionális | 1.   |              |
| 1973/74 | 3ª         | 13.  |              |
| 1974/75 | Regionális | 7.   |              |
| 1975/76 | Regionális | 4.   |              |
| 1976/77 | Regionális | 1.   |              |
| 1977/78 | 3ª         | 11.  |              |
| 1978/79 | 3ª         | 6.   |              |
| 1979/80 | 3ª         | 19.  |              |
| 1980/81 | 3ª         | 7.   |              |

| Szezon  | Osztály    | Poz. | Copa del Rey |
| ------- | ---------- | ---- | ------------ |
| 1981/82 | 3ª         | 17.  |              |
| 1982/83 | Regionális | —    |              |
| 1983/84 | 3ª         | 1.   |              |
| 1984/85 | 3ª         | 2.   |              |
| 1985/86 | 3ª         | 1.   |              |
| 1986/87 | 2ªB        | 10.  |              |
| 1987/88 | 2ªB        | 1.   |              |
| 1988/89 | 2ª         | 18.  |              |
| 1989/90 | 2ªB        | 7.   |              |
| 1990/91 | 2ªB        | 8.   |              |
| 1991/92 | 2ªB        | 20.  |              |
| 1992/93 | 3ª         | 14.  |              |
| 1993/94 | 3ª         | 19.  |              |
| 1994/95 | Reg. Pref. | 9.   |              |
| 1995/96 | Reg. Pref. | 4.   |              |
| 1996/97 | Reg. Pref. | 1.   |              |
| 1997/98 | Reg. Pref. | 2.   |              |

| Szezon  | Osztály    | Poz. | Copa del Rey |
| ------- | ---------- | ---- | ------------ |
| 1998/99 | 3ª         | 4.   |              |
| 1999/00 | 2ªB        | 14.  |              |
| 2000/01 | 2ªB        | 18.  |              |
| 2001/02 | 3ª         | 6.   |              |
| 2002/03 | 3ª         | 19.  |              |
| 2003/04 | Reg. Pref. | 3.   |              |
| 2004/05 | Reg. Pref. | 6.   |              |
| 2005/06 | Reg. Pref. | 2.   |              |
| 2006/07 | 3ª         | 15.  |              |
| 2007/08 | 3ª         | 1.   |              |
| 2008/09 | 2ªB        | 17.  |              |
| 2009/10 | 3ª         | 2.   |              |
| 2010/11 | 2ªB        | —    |              |

## Ismertebb játékosok
- Daniel Mayo
- Vlado Macan
- David Albelda
- David Cabarcos
- César Ferrando
- José Francisco Molina
- Octavio Viñals

## Külső hivatkozások
- Hivatalos weboldal (spanyolul)
- Futbolme (spanyolul)